# Kategoria e Parë 1977/78
Die Kategoria e Parë 1977/78 (sinngemäß: Erste Liga) war die 39. Austragung der albanischen Fußballmeisterschaft und wurde vom nationalen Fußballverband Federata Shqiptare e Futbollit ausgerichtet. Die Spielzeit begann am 18. September 1977 und endete am 7. Mai 1978.

## Saisonverlauf
Die Liga umfasste wie in der Vorsaison zwölf Teams. 1976/77 war KS Besa Kavaja aus der Kategoria e Parë abgestiegen, für die neue Spielzeit kam der FK Tomori Berat, der nach mehrjähriger Abstinenz wieder in die erste Spielklasse zurückkehrte, hinzu. Titelverteidiger war KS Dinamo Tirana.
Die Meisterschaft wurde in einer regulären Spielzeit mit Hin- und Rückrunde ausgetragen. Jedes Team trat zwei Mal gegen jede andere Mannschaft an. Nachdem im Vorjahr noch eine Meister- und Abstiegsrunde gefolgt waren, wurden diese 1977/78 nicht mehr ausgetragen. Der Tabellenletzte stieg in die damals noch zweitklassige Kategoria e dytë ab. Für die folgende Spielzeit sollten drei Aufsteiger hinzukommen, da die Liga wieder auf 14 Mannschaften aufgestockt wurde. Der Meister zog erstmals seit 1971 wieder in den Europapokal der Landesmeister ein. Zuvor hatte sich Albanien für mehrere Jahre aus diesem Wettbewerb zurückgezogen.
Insgesamt fielen 265 Tore, was einem Schnitt von 2,0 Treffern pro Partie entspricht. Torschützenkönig mit 14 Treffern wurde zum zweiten Mal in Folge Agim Murati von FK Partizani Tirana.
Nachdem in den drei Vorsaisons noch Dinamo Tirana die Meisterschaften gewonnen hatte, setzte sich nun erstmals nach 1973/74 wieder Vllaznia Shkodra durch. Es war der fünfte Meistertitel der Vereinsgeschichte. Wie schon im Vorjahr gab es einen völlig überraschenden Vizemeister: damals war Aufsteiger Skënderbeu Korça Zweiter geworden. Diesmal war es Luftëtari Gjirokastra, das sich nach Jahren im Abstiegskampf in der Spitzengruppe festsetzte und drei Zähler Rückstand auf den Meister aufwies. Es folgte Partizani Tirana, das noch den Titelverteidiger Dinamo Tirana hinter sich ließ. Flamurtari Vlora, das in der vorigen Spielzeit noch in den Abstiegskampf verstrickt war, schaffte diesmal Platz fünf. 17 Nëntori Tirana hingegen konnte wie schon im Vorjahr nicht in den Meisterschaftskampf eingreifen und rettete sich mit nur drei Punkten Vorsprung auf den Abstiegsplatz ebenso wie Aufsteiger Tomori Berat und Shkëndija Tirana. Traktori Lushnja und Lokomotiva Durrës, welches mit dem Erreichen der Meisterrunde im Vorjahr noch für eine Überraschung gesorgt hatte, blieben ebenfalls in der Liga. In einer erneut sehr knappen Entscheidung um den Klassenerhalt lagen Labinoti Elbasan und Skënderbeu Korça schließlich punktgleich am Tabellenende, sodass zwei Relegationsspiele nach Ablauf der regulären Spielzeit um den Klassenverbleib ausgetragen werden mussten.

## Vereine
| Verein                   | Logo                                  | Stadt       |  |
| ------------------------ | ------------------------------------- | ----------- |  |
| Lokomotiva Durrës        | Logo Teuta Durrës                     | Durrës      |  |
| KS Traktori Lushnja      | Logo von KS Lushnja                   | Lushnja     |  |
| Labinoti Elbasan         | Logo KS Elbasani                      | Elbasan     |  |
| KS Vllaznia Shkodra      | Logo FK Vllaznia Shkoder              | Shkodra     |  |
| 17 Nëntori Tirana        | Logo SK Tirana                        | Tirana      |  |
| KS Flamurtari Vlora      | Logo Flamurtari Vlora                 | Vlora       |  |
| FK Partizani Tirana      | Logo FK Partizani Tirana              | Tirana      |  |
| KS Dinamo Tirana         | Logo Dinamo Tirana                    | Tirana      |  |
| FK Tomori Berat          | Vereinslogo von FK Tomori             | Berat       |  |
| KS Luftëtari Gjirokastra | Vereinslogo von Luftëtari Gjirokastër | Gjirokastra |  |
| Shkëndija Tirana         |                                       | Tirana      |  |
| KS Skënderbeu Korça      | Logo Skënderbeu                       | Korça       |  |

## Abschlusstabelle
| Pl. | Verein                   | Sp. | S  | U  | N  | Tore    | Diff. | Punkte |
| --- | ------------------------ | --- | -- | -- | -- | ------- | ----- | ------ |
| 1.  | KS Vllaznia Shkodra      | 22  | 10 | 9  | 3  | 032:190 | +13   | 29:15  |
| 2.  | KS Luftëtari Gjirokastra | 22  | 10 | 6  | 6  | 026:220 | +4    | 26:18  |
| 3.  | FK Partizani Tirana      | 22  | 11 | 3  | 8  | 030:220 | +8    | 25:19  |
| 4.  | KS Dinamo Tirana (M)     | 22  | 8  | 8  | 6  | 024:200 | +4    | 24:20  |
| 5.  | KS Flamurtari Vlora      | 22  | 7  | 9  | 6  | 025:200 | +5    | 23:21  |
| 6.  | 17 Nëntori Tirana (P)    | 22  | 7  | 7  | 8  | 021:200 | +1    | 21:23  |
| 7.  | FK Tomori Berat (N)      | 22  | 7  | 7  | 8  | 024:290 | −5    | 21:23  |
| 8.  | Shkëndija Tirana         | 22  | 6  | 9  | 7  | 018:230 | −5    | 21:23  |
| 9.  | KS Traktori Lushnja      | 22  | 6  | 7  | 9  | 022:280 | −6    | 19:25  |
| 10. | Lokomotiva Durrës        | 22  | 4  | 11 | 7  | 015:240 | −9    | 19:25  |
| 11. | Labinoti Elbasan         | 22  | 6  | 6  | 10 | 012:190 | −7    | 18:26  |
| 12. | KS Skënderbeu Korça      | 22  | 6  | 6  | 10 | 016:190 | −3    | 18:26  |

| (M) | amtierender albanischer Meister     |
| (P) | amtierender albanischer Pokalsieger |
| (N) | Neuaufsteiger                       |

## Kreuztabelle
| 1977/78                  | KS Vllaznia Shkodra | KS Luftëtari Gjirokastra | FK Partizani Tirana | KS Dinamo Tirana | KS Flamurtari Vlora | 17 Nëntori Tirana | FK Tomori Berat | Shkëndija Tirana | Traktori Lushnja | Lokomotiva Durrës | Labinoti Elbasan | KS Skënderbeu Korça |
| KS Vllaznia Shkodra      |                     | 1:1                      | 1:3                 | 3:0              | 3:2                 | 3:2               | 4:0             | 5:1              | 1:1              | 0:0               | 0:0              | 3:0                 |
| KS Luftëtari Gjirokastra | 1:1                 |                          | 0:1                 | 0:1              | 2:1                 | 1:0               | 1:1             | 0:0              | 1:0              | 2:0               | 2:0              | 2:0                 |
| FK Partizani Tirana      | 0:1                 | 0:1                      |                     | 2:0              | 2:1                 | 3:1               | 3:2             | 1:0              | 1:1              | 4:1               | 3:1              | 3:2                 |
| KS Dinamo Tirana         | 1:1                 | 2:3                      | 1:2                 |                  | 1:1                 | 0:0               | 0:0             | 1:1              | 5:1              | 0:0               | 0:1              | 2:1                 |
| KS Flamurtari Vlora      | 3:0                 | 3:1                      | 1:0                 | 0:2              |                     | 0:2               | 3:1             | 0:0              | 3:0              | 0:0               | 2:1              | 1:0                 |
| 17 Nëntori Tirana        | 2:0                 | 0:1                      | 1:0                 | 1:0              | 1:1                 |                   | 3:0             | 3:0              | 0:2              | 2:1               | 1:1              | 0:0                 |
| FK Tomori Berat          | 0:0                 | 4:3                      | 1:0                 | 1:1              | 2:1                 | 3:0               |                 | 2:1              | 2:3              | 1:0               | 1:0              | 0:0                 |
| Shkëndija Tirana         | 1:1                 | 2:0                      | 0:0                 | 1:2              | 0:0                 | 1:1               | 2:1             |                  | 2:1              | 1:1               | 1:0              | 1:0                 |
| KS Traktori Lushnja      | 1:2                 | 1:1                      | 1:1                 | 0:1              | 1:1                 | 1:1               | 1:0             | 1:1              |                  | 3:1               | 2:0              | 1:0                 |
| Lokomotiva Durrës        | 0:0                 | 1:1                      | 1:0                 | 1:1              | 0:0                 | 0:0               | 2:2             | 1:2              | 1:0              |                   | 1:0              | 2:0                 |
| Labinoti Elbasan         | 0:1                 | 1:2                      | 2:1                 | 0:1              | 0:0                 | 1:0               | 1:0             | 1:0              | 1:0              | 1:1               |                  | 0:0                 |
| KS Skënderbeu Korça      | 0:1                 | 2:0                      | 2:0                 | 0:2              | 1:1                 | 1:0               | 0:0             | 1:0              | 2:0              | 4:0               | 0:0              |                     |

## Relegation
Die beiden punktgleichen Tabellenletzten Labinoti Elbasan und Skënderbeu Korça trafen in zwei Relegationsspielen um den Klassenerhalt. Nach zwei torlosen Unentschieden siegte Labinoti im Elfmeterschießen und blieb so in der höchsten Spielklasse. Nach der sensationellen Vizemeisterschaft als Aufsteiger im Vorjahr sorgte der Verein wieder für eine große Überraschung – dieses Mal allerdings für eine negative. Es war der zweite Abstieg der Klubgeschichte.
| Datum        |                     | Ergebnis        |                     | Ort     |
| ------------ | ------------------- | --------------- | ------------------- | ------- |
| 14. Mai 1978 | Labinoti Elbasan    | 0:0             | KS Skënderbeu Korça | Elbasan |
| 21. Mai 1978 | KS Skënderbeu Korça | 0:0             | Labinoti Elbasan    | Korça   |
| Gesamt:      | Labinoti Elbasan    | 0:0 (6:5 i. E.) | KS Skënderbeu Korça |         |

## Die Mannschaft des Meisters KS Vllaznia Shkodra
| 1.                       | KS Vllaznia Shkodra |
| Logo FK Vllaznia Shkoder | Medin Zhega, Astrit Hafizi, Sabah Bizi, Fatmir Pacrami, Isa Sukaj, Enver Hafizi, Lutfi Basha, Genci Boshnjaku, Millan Vaso, Ferid Borshi, Fatmir Axhani, Luan Vukatana, Sele Gruda, Seit Canga, Suat Duraj – Trainer: Xhevdet Shaqiri. |